# براد مكنمارا
براد مكنمارا (30 ديسمبر 1965 بسيدني في أستراليا - ) (بالإنجليزية: Brad McNamara)‏ هو لاعب كريكت أسترالي.

## وصلات خارجية
- براد مكنمارا على موقع إي آس بي آن كريك إنفو (الإنجليزية)